# 切爾尼亞滕 (卡利尼夫卡區)
49°30′20″N 28°43′14″E / 49.50556°N 28.72056°E
參數所指定的目標頁面不存在，建議更正成存在頁面或直接建立下列一個頁面（建立前請先搜尋是否有合適的存在頁面可以取代）：
- 切爾尼亞滕

切爾尼亞滕（烏克蘭語：Чернятин）是位於烏克蘭西南部文尼察州赫米利尼克區的村莊，面積3.48平方公里，海拔高度273米，2001年人口734，人口密度每平方公里211.04人。